# 402 (numero)
Quattrocentodue (402) è il numero naturale dopo il 401 e prima del 403.

## Proprietà matematiche
- È un numero pari.
- È composto da 8 divisori: 1, 2, 3, 6, 67, 134, 201 e 402. Poiché la somma dei suoi divisori (escluso se stesso) è 414 > 402, è un numero abbondante.
- È un numero sfenico.
- È un numero di Harshad (in base 10), cioè è divisibile per la somma delle sue cifre.
- È un numero di Ulam.
- È un numero nontotiente (per cui la equazione φ(x) = n non ha soluzione).
- È parte delle terne pitagoriche (402, 536, 670), (402, 4480, 4498), (402, 13464, 13470), (402, 40400, 40402).
- È un numero malvagio.

## Astronomia
- 402P/LINEAR è una cometa periodica del sistema solare.
- 402 Chloë è un asteroide della fascia principale del sistema solare.
- NGC 402 è una stella della costellazione dei Pesci.

## Astronautica
- Cosmos 402 è un satellite artificiale russo.

## Altri ambiti
- La SS402 è una strada statale italiana in provincia di Sondrio.
- La E402 è una strada europea in Francia.